# Subfusell Danuvia 39 M
El Danuvia 39 M era un subfusell dissenyat per Pál Király a finals de la dècada de 1930, per a Hongria.

## Història
El subfusell Danuvia de 9×25mm Mauser estava dissenyat per l'enginyer Pál Király a finals de la dècada de 1930 per a l'exèrcit d'Hongria. Van ser entregats a l'exèrcit hongarès en 1939 i van romandre en servei durant tota la Segona Guerra Mundial fins a principis de la dècada de 1950. Un total d'entre 8.000-10.000 unitats van ser produïdes entre 1939 i 1945. El Danuvia era una arma gran i compacta, similar a una carrabina. La Danuvia estava inspirada per la Beretta Model 38/42 que utilitzava la munició de 9 x 19 mm Parabellum, al contrari que la Danuvi, que utilitzava la munició més potent de 9×25mm Mauser. El carregador de la Danuvia podia ser plegada cap endavant en un forat en la culata on una placa es deslliçava i ho cobria.
L'arma era ben acceptada per les tropes les quals van ser equipades amb aquesta; va ser reportada la seva bona funció en condicions fsmgoses i sota zero del Front Oriental. La seva única dificultat era la obtenció de la munició de 9x25mm Mauser. Va ser utilitzat per l'exèrcit hongarès, policia militar i forces de la policia i va estar en servei fins als principis de la dècada de 1950, quan va ser reemplaçada pel subfusell PPSh-41 i la Kucher K1.

## Disseny
La Danuvia disposava d'un sistema de forrellat retrasat de Blowback. Els selectors de foc estaven situats en un sistema circular en la part del fons de la recambra, i es podia rotar en tres posicions diferents: E (Egyes)(foc semiautomàtic), S(Sorozat) (foc automàtic), or Z (Zárt)(en posició de seguretat). El port d'ejecció de cartutxos i el sistema de càrrega estaven situats a la part de la dreta de la recambra. La mira situada a l'inici de l'arma era de tipus de rampa, la qual estava situada sobre el port d'ejecció de cartutxos i la de la part davantera de l'arma era de tipus de posta situada al final del canó.

## Variants

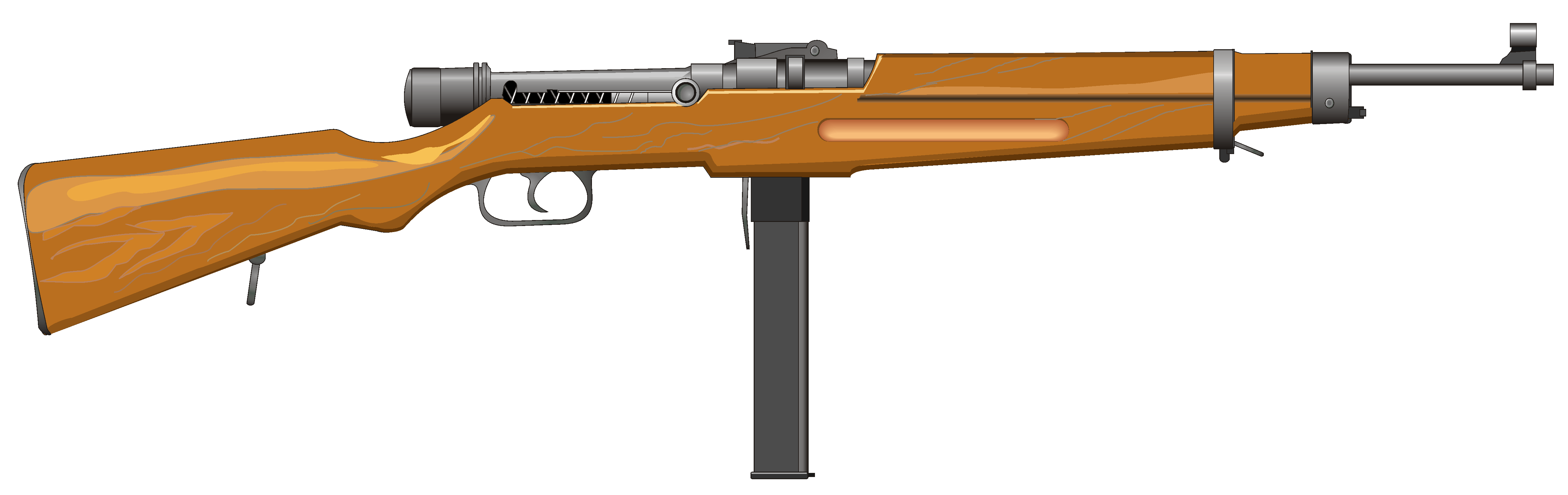
Una primera versió de la 39 M

La versió original de la Danuvia era la 39 M. L'arma va ser redissenyada en 1943 i va rebre la nomenclatura de 43 M. Aquesta era la versió més estesa, poseia un canó més curt i estava equipada amb un carregador frontal que es podia angular. Tenia una culata de ferro plegable i una avantguarda de fusta i empunyadura de tipus de pistola.